# Togeciphus ericius
Togeciphus ericius är en tvåvingeart som beskrevs av Kanmiya 1983. Togeciphus ericius ingår i släktet Togeciphus och familjen fritflugor. Inga underarter finns listade i Catalogue of Life.